# 파스포르타 세르보

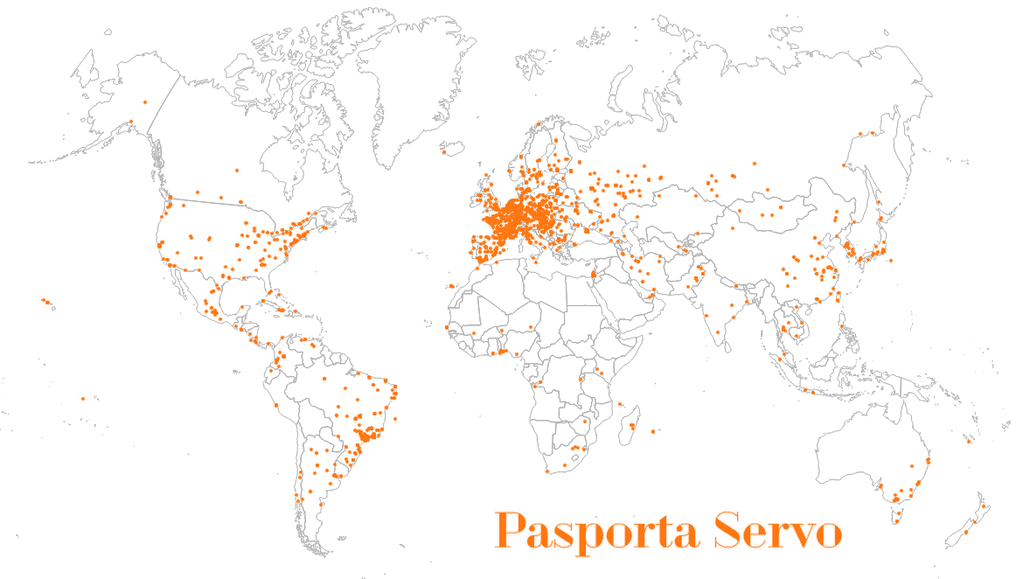
2015년 현재 파스포르타 세르보 호스트가 있는 전 세계 도시

파스포르타 세르보(에스페란토: Pasporta Servo, 영어: Passport Service)는 에스페란토 사용자에게 무료 홈스테이를 기꺼이 제공하고자 하는 에스페란토 문화권의 사람들 목록을 온라인과 인쇄물로 제공하는 환대 교환 서비스이다. 이것은 세계 에스페란토 청년 단체(TEJO)에 의해 관리된다. 플랫폼은 선물 경제이다. 호스트는 숙박비를 청구할 수 없다. 이 서비스를 이용하는 손님은 호스트와 에스페란토로만 대화하도록 권장된다.